# Wieleń Pomorski
Wieleń Pomorski (niem. Vehlingsdorf) – wieś w Polsce położona w województwie zachodniopomorskim, w powiecie stargardzkim, w gminie Chociwel, na Pojezierzu Ińskim, położona 6 km na północny wschód od Chociwla (siedziby gminy) i 30 km na północny wschód od Stargardu (siedziby powiatu).
W latach 1975–1998 miejscowość administracyjnie należała do województwa szczecińskiego.

## Zabytki
- park pałacowy, pozostałość po  pałacu[3].